# 908年
| 千纪： | 1千纪 |
| 世纪： | 9世纪 \| 10世纪 \| 11世纪 |
| 年代： | 870年代 \| 880年代 \| 890年代 \| 900年代 \| 910年代 \| 920年代 \| 930年代                                                                                      |
| 年份： | 903年 \| 904年 \| 905年 \| 906年 \| 907年 \| 908年 \| 909年 \| 910年 \| 911年 \| 912年 \| 913年                                                                |
| 纪年： | 戊辰年（龙年）；（南吴、晋）天祐五年；后梁開平二年；前蜀武成元年；李茂貞天復八年；大長和安国七年；吴越天宝元年；日本延喜八年；后百济正开八年；后高句丽圣册四年 |

## 大事记
- 正月，晉王李克用去世，唐庄宗李存勗繼承晉王爵位，救援潞州之戰的]晉國將領周德威暫時撤退至亂柳。
- 三月，梁太祖朱全忠改劉知俊為潞州行营招讨使，參與潞州之戰。
- 3月26日——后梁太祖朱晃毒杀已被废为济阴王的唐哀帝。
- 五月，李存勗與周德威所率晉軍在三垂崗偷襲後梁軍，後梁的招討使符道昭被殺，潞州之戰解圍。
- 6月9日——南吳张颢、徐溫弒殺楊渥，托言其暴病而死，改立楊行密次子楊隆演。徐温随即杀张颢。
- 七月，李茂貞計劃利用晉軍攻打晉州、綾州，分散後梁注意力。*
- 八月，晉、岐出兵，但晉軍在攻打晉州時被擊退。
- 十一月，劉知俊攻靈州，後梁派康懷貞和感化軍節度使寇彥卿前往救援。
- 十二月，康懷貞在與劉知俊的戰役中大敗，劉知俊解圍靈州。

## 逝世
- 2月24日——後唐太祖李克用。
- 3月26日——唐哀帝李柷。
- 6月9日——南吳烈宗楊渥。
- 张颢
- 张文蔚
- 符道昭，五代後梁將領。